# Koogu
Koogu est un village de 32 habitants de la Commune d'Aseri du Comté de Viru-Est en Estonie.